# Siège du Negoro-ji
Le siège du Negoro-ji (根来寺の戦い, Negoro-ji no Tatakai) est commandé par Toyotomi Hideyoshi, ancien vassal d'Oda Nobunaga qui hérite de ses armées, de ses terres et de sa rivalité avec les moines guerriers du Japon quand Nobunaga est tué en 1582. Ainsi, dans un sens, ce siège est le suivant dans une série de nombreux sièges que les forces d'Oda Nobunaga ont entrepris dans les années 1580 contre les nombreuses forteresses de moines guerriers. Les Negoro-gumi, les moines guerriers du Negoro-ji, sont très habiles dans l'utilisation des armes à feu et sont dévoués au shingi, branche de la secte shingon du bouddhisme japonais. Ils sont alliés avec les Ikkō-ikki et Tokugawa Ieyasu, l'un des principaux rivaux de Nobunaga. En particulier, ils suscitent la colère de Hideyoshi pour leur soutien à Tokugawa dans la bataille de Komaki et Nagakute l'année précédente.
Après avoir attaqué un certain nombre d'autres postes des moines-guerriers dans la région, les forces de Hideyoshi se tournent vers le Negoro-ji, l'attaquant des deux côtés. À cette époque, beaucoup des Negoro-gumi ont déjà fui au château Ōta, siège des Saika-ikki, les nombres des présents pendant le siège ne sont pas clairs. Le complexe est incendié, à commencer par les résidences des prêtres, et les samouraï de Hideyoshi abattent les moines lorsqu'ils s'échappent des bâtiments en feu.

## Source de la traduction
- (en) Cet article est partiellement ou en totalité issu de l’article de Wikipédia en anglais intitulé « Siege of Negoro-ji » (voir la liste des auteurs).